# Middlestown
Middlestown är en ort i Storbritannien.   Den ligger i distriktet Wakefield i grevskapet West Yorkshire i riksdelen England, i den centrala delen av landet, 260 km norr om huvudstaden London. Middlestown ligger 109 meter över havet och antalet invånare är 2 402.
Terrängen runt Middlestown är lite kuperad. Runt Middlestown är det tätbefolkat, med 947 invånare per kvadratkilometer. Närmaste större samhälle är Leeds, 16,5 km norr om Middlestown. Runt Middlestown är det i huvudsak tätbebyggt.